# Fabio Quagliarella
Fabio Quagliarella, né le 31 janvier 1983 à Castellammare di Stabia en Italie, est un footballeur international italien. Il évolue au poste d'attaquant.

## Biographie

### Débuts de carrière
Il a été formé au Torino et restera au club Granata de 1994 à 2002. Il fait même ses débuts en Serie A en mai 2000 lors de la victoire turinoise face à Piacenza (2-1). Malgré tout, lassé de devoir attendre sa chance, il quitte le club en prêt pour la Florentia Viola (ex-Fiorentina qui vient de faire faillite), alors en Serie C2. 
Malgré un talent certain, il ne s’impose pas et marque seulement un but et est prié de quitter Florence. Il est donc prêté de nouveau, pendant une saison et demie à Chieti en Serie C1 et réalise de bonnes performances : ses dix-neuf buts en quarante-trois apparitions suffisent à convaincre le Torino de miser sur lui en vue de la Serie B en 2004/05. 
Au Torino, Quagliarella devient titulaire et participe à la remontée parmi l’élite du club granata en inscrivant huit buts. Cependant, le club turinois est en déficit et n’est pas autoriser à monter et Quagliarella, sans contrat, signe pour l’Udinese, club qui le prête aussitôt à Ascoli. 2005/06 est une année positive puisqu’il joue régulièrement même si son total de buts, trois, est décevant.

### Sampdoria
Lors de l'été 2006, Fabio Quagliarella rejoint la Sampdoria de Gênes. Il se fait remarquer dès son premier match pour le club en marquant son premier but, le 19 août 2006, lors d'une rencontre de coupe d'Italie face au Benevento Calcio. Titulaire, il contribue à la victoire de son équipe par deux buts à zéro.
Après des débuts compliqués chez les pros où il tarde à  véritablement s'imposer en serie A, et explose littéralement lors de la saison 2006-2007 à la Sampdoria et forme avec Bonazzoli une paire d'attaquants complémentaires. Il enchaine les buts spectaculaires voire inconcevables en quelques semaines faisant de lui à 23 ans la révélation du calcio et un espoir pour la Nazionale.

### Udinese
La saison suivante, il s'en va à l'Udinese et confirme les espoirs placés en lui mais manque malgré tout de régularité et de continuité dans les performances.
La saison 2008-2009 lui permet de corriger ce défaut d'irrégularité chronique et de s'affirmer sur la scène européenne par le biais de la coupe de l'UEFA, se faisant notamment remarquer lors de la phase de groupe face au FK Spartak Moscou le 6 novembre 2008, permettant à son équipe de s'imposer (1-2 score final). Il finit deuxième meilleur buteur de la compétition avec 9 réalisations.

### Naples
En conséquence, l'intérêt de nombreux clubs de renom se fait sentir dont l'Inter de Milan où José Mourinho aime particulièrement son profil. Finalement, il décide de retourner aux sources, à la ville qui l'a vu naître, Naples et ce pour 17 millions d'euros.
Les attentes en Campanie sont immenses et l'enfant du pays tarde à y répondre si bien que sa place de titulaire est contestée par certains supporters. Qu'importe, finalement l'ambitieux Napoli du président Aurelio De Laurentiis accroche l'Europe avec une belle sixième place et Quagliarella a grandement contribué à cette saison dans l'ensemble réussie. En atteste son bilan comptable : 11 buts et 5 passes décisives pour ses compères Marek Hamšík et Ezequiel Lavezzi avec lesquels il forme un trio de très grande qualité.

### Juventus

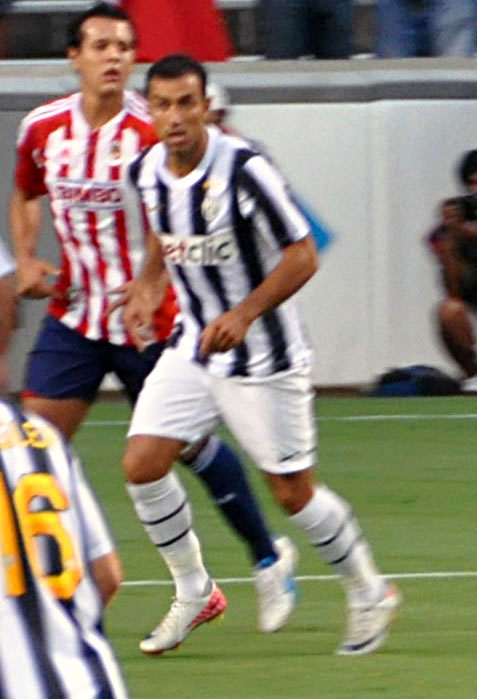
Quagliarella avec la Juventus en 2011

En août 2010, il est prêté à la Juventus pour 4,5 millions d'euros avec option d'achat de 10,5 millions d'euros.
Quagliarella emballe la société bianconera et les tifosi dès ses premiers matchs avec la Juve. Il est le meilleur buteur de l'équipe à la trêve hivernale avec 9 buts à son compteur.
Malheureusement à la reprise, lors du match contre Parme il se blesse et souffre d'une rupture des ligaments croisés du genou, est opéré et sera absent des terrains pendant 4 à 6 mois. Sa saison 2010-11 est terminée, et son absence coïncidera avec la nette baisse de forme de la Juventus, qui quittera le Top 3 du classement pour finir à une médiocre 7e place... Néanmoins, il relativise et dit ces quelques mots avant son opération (« J'assure à tous mes coéquipiers et supporters que je reviendrai avec une rage de vaincre supérieure à aujourd'hui »).
Le 18 décembre 2011, lors de la 16e journée face à Novara, Fabio Quagliarella marque son 1er but depuis sa blessure subie 11 mois auparavant. Sa saison 2011-12 est assez difficile sur un plan personnel car il doit s'adapter au nouveau style de jeu prôné par son nouvel entraineur Antonio Conte, ainsi qu'à la concurrence d'Alessandro Matri et Mirko Vučinić. Cependant, avec 4 buts, dont un début avril contre Palerme, il contribue à la belle saison de la Vecchia Signora, sacrée championne d'Italie en mai 2012 après être demeurée invaincue au cours de ses 38 matchs de Serie A.
Le 19 septembre 2012, Quagliarella entre en jeu contre Chelsea et égalise dans les dernières minutes du match. Trois jours plus tard, il inscrit un doublé contre le Chievo Verone.
Le 10 novembre 2012, Fabio Quagliarella inscrit le premier triplé de sa carrière face à Pescara, et distille deux passes décisives, la Juventus s'imposant 1-6. Dans sa carrière Quagliarella a marqué 220 buts en tout.

### Retour au Torino
Le 17 juillet 2014 il est de retour au Torino FC, pour un transfert de 3,5 millions d'euros. Il fait donc son retour dans le club de ses débuts 9 ans après l'avoir quitté. Il marque rapidement pour le Torino, le 8 août 2014 en inscrivant le 3e but de son équipe sur penalty contre l'IF Brommapojkarna lors du 3e tour de qualification de la Ligue Europa 2014-2015. Match se terminant par la victoire de son équipe sur le score de 4-0.
En championnat il marque son premier but sous ses nouvelles couleurs sur la pelouse du Cagliari Calcio lors de la 4e journée, le 24 septembre 2014. Un but important puisqu'il permet au Torino de s'imposer 1-2 et de signer sa première victoire en championnat depuis le début de la saison. Il se montre à nouveau décisif le 19 octobre 2014 contre l'Udinese Calcio en donnant la victoire à son équipe en marquant le seul but de la rencontre. Quagliarella est l'auteur de plusieurs coups d'éclats cette saison-là, il réalise par exemple un Hat trick contre la Sampdoria le 1er février 2015. 3 buts qui ont permis au Torino de s'imposer largement sur le score de 5-1. Il permet aussi au Torino de gagner son premier Derby de Turin depuis 20 ans le 26 avril 2015, en inscrivant le but de la victoire face à la Juventus. Ce jour-là Andrea Pirlo avait ouvert le score pour les Bianconeri puis Matteo Darmian avait égalisé, Quagliarella marquant le but décisif à la 57e minute de jeu, pour le plus grand plaisir des supporters du Torino.
Le Torino FC termine cette saison 2014-2015 à la 9e place du classement et Quagliarella se démarque en étant le meilleur buteur de son équipe en championnat avec 13 réalisations et toutes compétitions confondues avec 17 buts.
Il joue la première partie de la saison 2015-2016 au Torino, où il inscrit 5 buts en 16 matchs de championnat.

### Retour à la Sampdoria
Lors du mercato hivernal de la saison 2015-2016 il est transféré à la Sampdoria le 1er février 2016, sous forme de prêt avec une obligation d'achat. Il marque son premier but sous ses nouvelles couleurs lors de la défaite de son équipe sur la pelouse de l'Inter Milan 3-1, le 20 février 2016. La Sampdoria termine cette saison-là à une décevante 15e place au classement de la Serie A.
Le 20 novembre 2016 il inscrit son 100e but en Serie A, lors de la victoire 3-2 de son équipe à domicile contre l'US Sassuolo.
Quagliarella prolonge son contrat avec la Sampdoria le 13 janvier 2017, le liant avec le club jusqu'en juin 2019. Le 3 avril 2017 sur la pelouse de l'Inter Milan, son équipe est menée à la suite d'un but de Danilo D'Ambrosio mais parvient à égaliser grâce à un but de Patrik Schick et Quagliarella est décisif en donnant la victoire à la Sampdoria en marquant le but de la victoire sur penalty. Le 7 mai 2017 il marque deux buts dont un sur penalty lors du match spectaculaire entre la Lazio de Rome et la Sampdoria, match remporté 7-3 par la Lazio.
Lors de cette saison 2016-2017 la Sampdoria termine 10e du championnat et Quagliarella en est le meilleur buteur de son équipe avec 12 buts.
Devenu un des éléments majeurs de son équipe, Fabio Quagliarella est aussi le vice-capitaine de la Sampdoria, portant toujours le brassard en l'absence de Vasco Regini.
Le 21 janvier 2018 il est de nouveau auteur d'un Hat trick, cette fois contre la Fiorentina, permettant à son équipe de gagner ce match 3 buts à 1. La saison 2017-2018 est probablement la meilleure de sa carrière sur le plan personnel puisqu'il inscrit au total 19 buts, ce qui lui permet de se hisser à la 4e place des meilleurs buteurs du championnat derrière Mauro Icardi, Ciro Immobile (ex æquo avec 29 buts) et Paulo Dybala (22 buts). Malgré la forme éclatante de son attaquant, la Sampdoria ne parvint pas à faire mieux qu'une 10e place au classement.
Du haut de ses 35 ans, Quagliarella continue de faire parler de lui avec des prestations de qualité en championnat. Le 2 septembre 2018, il contribue grandement à la victoire 3-0 de son équipe contre Naples, l'un des cadors du championnat. Passeur décisif sur le deuxième but de son coéquipier Grégoire Defrel, il est surtout auteur d'un geste magnifique pour marquer le 3e et dernier but de la rencontre, réalisant une "Madjer" sur un centre côté droit de Bartosz Bereszyński, achevant un match abouti de son équipe. Ce but, qu'il considérera plus tard comme le plus beau de sa carrière est sans aucun doute l'un des plus beaux de la saison en Italie.
Quagliarella marque encore les esprits le 25 novembre 2018 lors du Derby della Lanterna contre le Genoa CFC en ouvrant le score dès la 8e minute de jeu. Match qui se termina finalement sur le score de 1-1.
Le 25 décembre 2018 le club annonce la prolongation de son contrat d'une saison, le liant avec la Sampdoria jusqu'en juin 2020.
Durant cette saison 2018-2019 il est l'auteur d'une performance incroyable, marquant lors de 9 matchs successifs en championnat, chose qui n'était pas arrivé depuis David Trezeguet avec la Juventus en 2005. Il porte ainsi son total à 12 buts à la mi-saison. Quagliarella égale ensuite le record de Gabriel Batistuta qui avait inscrit au moins un but lors de 11 matchs consécutifs en 1994-1995 avec l'ACF Fiorentina. En effet, le 26 janvier 2019 face à l'Udinese Calcio, il inscrit deux buts lors de la victoire de son équipe (4-0) alors qu'il avait inscrit déjà au moins un but lors de ses dix derniers matchs de championnat. Il ne bat cependant pas ce record, n'inscrivant aucun but lors de la journée suivante. Quagliarella termine la saison 2018-2019 en étant le meilleur buteur de Serie A avec 26 réalisations en 37 matchs.
Le 1er juin 2021, alors âgé de 38 ans, Quagliarella prolonge d'une saison avec la Sampdoria, soit jusqu'en juin 2022.
Le 4 juillet 2022, Quagliarella prolonge de nouveau son contrat avec la Sampdoria, avec lequel il compte à ce jour 105 buts en 268 matchs sous ses couleurs. Il est alors lié au club génois jusqu'en juin 2023.
Le 4 juin 2023, il joue son dernier match en série A, face au Napoli. Sans club depuis la fin de son contrat à la Sampdoria, il annonce mettre un terme à sa carrière en novembre 2023.

### En sélection nationale
Après ses impressionnantes performances à la Sampdoria lors de la saison 2006-07, Quagliarella est convoqué par le sélectionneur italien Roberto Donadoni pour un match amical contre la Roumanie en février 2007. Cependant, ses débuts internationaux seniors sont retardés, le match est annulé à la suite d'émeutes de supporters en Serie A.
Quagliarella effectue finalement ses débuts avec l'Italie le 28 mars 2007 face à l'Écosse, un match de qualification pour l'Euro 2008. Il entre en jeu à la place du double buteur de la rencontre, Luca Toni, et les Italiens s'imposent par deux buts à zéro. Le 6 juin 2007, alors qu'il fête seulement sa troisième sélection avec la Squadra Azzurra il marque ses deux premiers buts face à la Lituanie. Il permet à l'Italie de s'imposer (0-2) dans ce match important pour les qualifications à l'Euro. Il est par la suite retenu par le sélectionneur Roberto Donadoni pour participer à l'Euro 2008 où les Italiens vont jusqu'en quarts de finale.
Quagliarella est sélectionné pour participer à la Coupe des confédérations 2009 puis à la Coupe du monde 2010 en Afrique du Sud où il réduit le score face à la Slovaquie. Néanmoins, les italiens s'inclineront 3-2 et sortiront dès le premier tour. 
En grande forme depuis le début de saison 2018-2019, Quagliarella est convoqué par Roberto Mancini en mars 2019, neuf ans après sa dernière sélection. Le 23 mars 2019, il entre en jeu à la 79e minute à la place de Ciro Immobile lors du match disputé à Udine contre la Finlande et passe, quelques secondes plus tard, à deux doigts de marquer son 8e but international. Il frappe également la barre à la 84e. Le match se termine par la victoire des Italiens (2-0).C'est finalement trois jours plus tard, face au Liechtenstein, qu'il inscrit sur penalty ses huitième et neuvième buts internationaux (Victoire 6-0 de l'Italie). Il devient ainsi à 36 ans et 54 jours le plus vieux buteur de l'histoire de la Squadra Azzura, en dépassant Christian Panucci, qui tenait le record jusque là. Au cours du match remporté 6-0 par l'Italie, il délivre également une passe décisive pour le jeune Moise Kean, premier joueur né en 2000 à revêtir le maillot azzuro.

## Style de jeu
Connu pour son exceptionnelle frappe de balle, sa réputation est tellement basée sur ses tirs lointains que certaines mauvaises langues italiennes le surnomment « le roi de la patate chaude ». Cependant, sa capacité à marquer en dehors de la surface n'est qu'une simple facette de son talent.
En effet, il possède une vitesse de course et une certaine explosivité lui permettant de prendre aisément la profondeur ainsi que de devancer les défenseurs adverses à la réception des centres. Sa qualité de passe est également à mettre en évidence, c'est pourquoi certains de ces entraineurs ont jugé plus intéressant de le positionner juste en retrait d'un attaquant de pointe, en "9 et demi".

## Statistiques détaillées

### Statistiques en clubs
| Saison                | Club                  | Championnat           | Championnat | Championnat | Championnat | Coupe(s) nationale(s) | Coupe(s) nationale(s) | Coupe(s) nationale(s) | Supercoupe | Supercoupe | Supercoupe | Compétition(s) continentale(s) | Compétition(s) continentale(s) | Compétition(s) continentale(s) | Compétition(s) continentale(s) | Total | Total | Total |
| Saison                | Club                  | Division              | M.          | B.          | P.d.        | M.                    | B.                    | P.d.                  | M.         | B.         | P.d.       | Comp.                          | M.                             | B.                             | P.d.                           | M.    | B.    | P.d.  |
| 2006-2007             | UC Sampdoria          | Serie A               | 35          | 13          | 3           | 7                     | 1                     | 0                     | -          | -          | -          | -                              | -                              | -                              | -                              | 42    | 14    | 3     |
| Sous-total            | Sous-total            | Sous-total            | 35          | 13          | 3           | 7                     | 1                     | 0                     | -          | -          | -          | -                              | -                              | -                              | -                              | 42    | 14    | 3     |
| 2007-2008             | Udinese Calcio        | Serie A               | 37          | 12          | 3           | 2                     | 0                     | 0                     | -          | -          | -          | -                              | -                              | -                              | -                              | 39    | 12    | 3     |
| 2008-2009             | Udinese Calcio        | Serie A               | 36          | 13          | 7           | 1                     | 0                     | 0                     | -          | -          | -          | C3                             | 11                             | 8                              | 2                              | 48    | 21    | 9     |
| Sous-total            | Sous-total            | Sous-total            | 73          | 25          | 10          | 3                     | 0                     | 0                     | -          | -          | -          | -                              | 11                             | 8                              | 2                              | 87    | 33    | 12    |
| 2009-2010             | SSC Naples            | Serie A               | 34          | 11          | 6           | 2                     | 0                     | 0                     | -          | -          | -          | -                              | -                              | -                              | -                              | 36    | 11    | 6     |
| Sous-total            | Sous-total            | Sous-total            | 34          | 11          | 6           | 2                     | 0                     | 0                     | -          | -          | -          | -                              | -                              | -                              | -                              | 36    | 11    | 6     |
| 2010-2011             | Juventus              | Serie A               | 17          | 9           | 1           | 0                     | 0                     | 0                     | -          | -          | -          | C3                             | 1                              | 0                              | 0                              | 18    | 9     | 1     |
| 2011-2012             | Juventus              | Serie A               | 23          | 4           | 0           | 4                     | 0                     | 1                     | -          | -          | -          | -                              | -                              | -                              | -                              | 27    | 4     | 1     |
| 2012-2013             | Juventus              | Serie A               | 27          | 9           | 4           | 1                     | 0                     | 0                     | -          | -          | -          | C1                             | 7                              | 4                              | 1                              | 35    | 13    | 5     |
| 2013-2014             | Juventus              | Serie A               | 17          | 1           | 0           | 2                     | 1                     | 1                     | -          | -          | -          | C1                             | 4                              | 2                              | 1                              | 23    | 4     | 2     |
| Sous-total            | Sous-total            | Sous-total            | 84          | 23          | 5           | 7                     | 1                     | 2                     | -          | -          | -          | -                              | 12                             | 6                              | 1                              | 103   | 30    | 8     |
| 2014-2015             | Torino FC             | Serie A               | 34          | 13          | 4           | -                     | -                     | -                     | -          | -          | -          | C3                             | 12                             | 4                              | 0                              | 46    | 17    | 4     |
| 2015-2016             | Torino FC             | Serie A               | 16          | 5           | 0           | 2                     | 0                     | 2                     | -          | -          | -          | -                              | -                              | -                              | -                              | 18    | 5     | 2     |
| Sous-total            | Sous-total            | Sous-total            | 50          | 18          | 4           | 2                     | 0                     | 2                     | -          | -          | -          | -                              | 12                             | 4                              | 0                              | 64    | 22    | 6     |
| 2015-2016             | UC Sampdoria          | Serie A               | 16          | 3           | 0           | -                     | -                     | -                     | -          | -          | -          | -                              | -                              | -                              | -                              | 16    | 3     | 0     |
| 2016-2017             | UC Sampdoria          | Serie A               | 37          | 12          | 2           | 1                     | 0                     | 0                     | -          | -          | -          | -                              | -                              | -                              | -                              | 38    | 12    | 2     |
| 2017-2018             | UC Sampdoria          | Serie A               | 35          | 19          | 5           | 1                     | 0                     | 0                     | -          | -          | -          | -                              | -                              | -                              | -                              | 36    | 19    | 5     |
| 2018-2019             | UC Sampdoria          | Serie A               | 37          | 26          | 7           | 2                     | 0                     | 0                     | -          | -          | -          | -                              | -                              | -                              | -                              | 39    | 26    | 7     |
| 2019-2020             | UC Sampdoria          | Serie A               | 28          | 11          | 4           | 1                     | 1                     | 0                     | -          | -          | -          | -                              | -                              | -                              | -                              | 29    | 12    | 4     |
| 2020-2021             | UC Sampdoria          | Serie A               | 32          | 13          | 1           | -                     | -                     | -                     | -          | -          | -          | -                              | -                              | -                              | -                              | 32    | 13    | 1     |
| 2021-2022             | UC Sampdoria          | Serie A               | 33          | 4           | 2           | 2                     | 2                     | 0                     | -          | -          | -          | -                              | -                              | -                              | -                              | 35    | 6     | 2     |
| Sous-total            | Sous-total            | Sous-total            | 218         | 88          | 21          | 7                     | 3                     | 0                     | -          | -          | -          | -                              | -                              | -                              | -                              | 225   | 91    | 21    |
| Total sur la carrière | Total sur la carrière | Total sur la carrière | 495         | 178         | 49          | 28                    | 5                     | 4                     | -          | -          | -          | -                              | 35                             | 18                             | 3                              | 558   | 201   | 56    |

### En sélection
- 8 sélections et 1 but en équipe d'Italie des moins de 17 ans entre 2000 et 2001
- 9 sélections et 1 but en équipe d'Italie des moins de 19 ans en 2001
- 8 sélections et 2 buts en équipe d'Italie des moins de 20 ans entre 2002 et 2004
- 1 sélection en équipe d'Italie espoirs en 2004
- 28 sélections et 9 buts avec l' Italie depuis 2007
- Devient le buteur le plus âgé de l'histoire de l'équipe Italienne le 26 mars 2019 en inscrivant 2 buts. Il est alors agé de 36 ans.

|   | Date             | Lieu                                             | Adversaire    | Score | Resultat | Compétition                  |
| - | ---------------- | ------------------------------------------------ | ------------- | ----- | -------- | ---------------------------- |
| 1 | 6 juin 2007      | Stade S.-Darius-et-S.-Girėnas, Kaunas, Lituanie  | Lituanie      | 0-1   | 0-2      | Éliminatoires de l'Euro 2008 |
| 2 | 6 juin 2007      | Stade S.-Darius-et-S.-Girėnas, Kaunas, Lituanie  | Lituanie      | 0-2   | 0-2      | Éliminatoires de l'Euro 2008 |
| 3 | 6 février 2008   | Stade du Letzigrund, Zurich, Suisse              | Portugal      | 3-1   | 3-1      | Match amical                 |
| 4 | 5 juin 2010      | Stade de Genève, Genève, Suisse                  | Suisse        | 1-1   | 1-1      | Match amical                 |
| 5 | 24 juin 2010     | Ellis Park Stadium, Johannesburg, Afrique du Sud | Slovaquie     | 3-2   | 3-2      | Coupe du Monde 2010          |
| 6 | 7 septembre 2010 | Stade Artemio-Franchi, Florence, Italie          | Îles Féroé    | 4-0   | 5-0      | Éliminatoires de l'Euro 2012 |
| 7 | 17 novembre 2010 | Wörthersee Stadion, Klagenfurt, Autriche         | Roumanie      | 1-1   | 1-1      | Match amical                 |
| 8 | 26 mars 2019     | Stade Ennio-Tardini, Parme, Italie               | Liechtenstein | 3-0   | 6-0      | Éliminatoires de l'Euro 2020 |
| 9 | 26 mars 2019     | Stade Ennio-Tardini, Parme, Italie               | Liechtenstein | 4-0   | 6-0      | Éliminatoires de l'Euro 2020 |

## Vie privée

### Problème avec Raffaele Piccolo
Sa carrière a été énormément gâchée par un policier du nom de Raffaele Piccolo.
Lors de son passage à Naples, et après un piratage, le policier et le joueur deviennent amis. Au même moment, Quagliarella reçoit plusieurs lettres anonymes inquiétantes et fait donc appel à Raffaele Piccolo pour mener l'enquête à ce sujet. Plus tard, le joueur et son entourage recevront plusieurs accusations anonymes de pédophilie ou encore de liens avec la Camorra napolitaine. Pire encore, le joueur va recevoir un cercueil affublé d'une photo le représentant. Tout ceci empêche Quagliarella de se concentrer sur le football, ce qui fait qu'il ne marque que 11 buts, il dira ensuite que ces 11 buts en valent 100 pour lui. Pendant ce temps, Piccolo mène l'enquête et fait promettre au joueur de garder le silence au sujet de l'affaire. Les messages d'accusations vont s'intensifier de plus en plus, allant jusqu'à sa famille.
Le père de Fabio Quagliarella, voulant savoir comment avançait l'enquête, se rendit au bureau de police de Naples pour se rendre compte qu'il n'y avait jamais eu d'enquête. Le harceleur était en réalité Raffaele Piccolo, faisant croire qu'il menait l'enquête. Il est condamné à quatre ans et demi de prison (dont 3 fermes) le 26 février 2017.
Lors de la révélation de l'affaire, les tifosis napolitains firent preuve de beaucoup de compassion, à tel point que certains membres de la mafia napolitaine recherchèrent Piccolo, dans une interview accordée à Bleacher, Quagliarella déclara : « Ils (des membres de la mafia napolitaine, ndlr) m’ont demandé : ‘Qui est cette ordure ? Qui est cette merde ? Comment peut-on le retrouver ? Comment peut-on le reconnaître ?’ Ils m’ont demandé s’il était possible de lui donner une leçon, de lui faire quelque chose ».

## Palmarès
Torino (1)
- Champion d'Italie de 2e division (Serie B) : 2001

 Fiorentina (1)
- Champion d'Italie de 4e division (Serie C2) : 2002

 Juventus (5)
- Champion d'Italie : 2012, 2013 et 2014
- Finaliste de la Coupe d'Italie : 2012
- Vainqueur de la Supercoupe d'Italie : 2012 et 2013

## Distinctions personnelles
- Plus beau but en 2009 pour sa réalisation lors du SSC Naples - Udinese Calcio du 31 janvier 2009.
- Meilleur buteur de Serie A en 2018-2019 avec 26 buts.